# Artur Janicki (łyżwiarz)
Artur Janicki (ur. 1 lutego 1998 w Łowiczu) – polski łyżwiarz szybki, mistrz i reprezentant Polski. Olimpijczyk z Pekinu (2022).

## Życiorys
Jest zawodnikiem UKS Błyskawicy Domaniewice, gdzie jego pierwszym trenerem był Mieczysław Szymajda.
Na mistrzostwach Polski seniorów wywalczył 13 medali: złoty na 5000 metrów w 2020, srebrne medale w wyścigach na 1500 metrów 10 000 metrów i w wyścigu masowym w 2020, srebrny medal w wieloboju podczas 2020, srebrne medale w wyścigach na 5000 metrów i 10 000 metrów w 2022, brązowe medale w wyścigu drużynowym w 2015, 2016 i 2018, brązowe medale na 5000 metrów i 10 000 metrów w 2021 oraz brązowy medal w wieloboju w 2021.
Reprezentował Polskę na mistrzostwach świata juniorów w 2016 (38 m. w wyścigu na 1500 metrów, 29 m. w wyścigu na 5000 metrów, 11 m. w wyścigu drużynowym na dochodzenie) i 2017 (8 m. w wyścigu drużynowym na dochodzenie, 31 m. w wyścigu na 5000 metrów, wyścigu na 1500 metrów nie ukończył), mistrzostwach świata seniorów w 2020 (6 m. w wyścigu masowym) i 2021 (8 m. w wyścigu masowym i 8 m. w wyścigu drużynowym na dochodzenie), mistrzostwach Europy seniorów w 2019 (nie sklasyfikowany w wieloboju), 2020 (14 m. w wyścigu masowym, 6 m. w wyścigu drużynowym na dochodzenie), 2021 (nie sklasyfikowany w wieloboju) i 2022 (13 m. w wyścigu masowym i 4 m. w wyścigu drużynowym na dochodzenie). Wystąpił na zimowych igrzyskach olimpijskich w Pekinie (2022), gdzie odpadł w półfinale biegu masowego i został sklasyfikowany na 22. miejscu.